# Noah Bennet
Noah Bennet es un personaje ficticio de la serie de drama y ciencia ficción Héroes, de la cadena de televisión estadounidense NBC, interpretado por Jack Coleman. El papel en un principio era recurrente, pero se hizo regular a partir del episodio once de la primera temporada, La bomba humana.
Noah es un hombre de 45 años, casado y con dos hijos. Es especialmente protector con Claire, que es su hija adoptiva, debido al miedo a que alguien descubra su habilidad de regeneración espontánea.

## Historia

### Antes de Génesis
Quince años antes de los acontecimientos del capítulo Génesis, un hombre llamado Thompson nombra a Noah director regional de Primatech Paper, una de las tapaderas de La Compañía, y asignado como compañero de Claude, un hombre con la habilidad de hacerse invisible. 
Un año después, Kaito Nakamura le entrega a Claire, cuando ésta tan solo contaba con dieciocho meses de vida, para que la cuidara como su hija propia hasta que desarrollara alguna habilidad. Entonces La Compañía se la llevaría. 
Siete años más tarde, Noah recibe órdenes de matar a Claude por haber estado escondiendo de La Compañía a alguien con una habilidad y aunque al principio duda, al final le dispara y Claude cae por un puente.
Seis meses antes de los acontecimientos de Genesis, Noah recibe la llamada de Chandra Suresh, un científico que había estaba estudiando la evolución de la especie humana y había descubierto a personas con ciertas anormalidades genéticas. Noah va a casa de Chandra y allí le informa de que su hija Claire tiene dicha anormalidad de la que desconoce sus consecuencias. Cuando Noah regresa a casa y pregunta a Claire por la herida que se había hecho en la mano con un cristal, ella se la enseña, pero la herida ya está curada. Una mujer llamada Eden McCain, que tiene la habilidad de la persuasión, es llevada a unas instalaciones de La Compañía, donde Noah la convence para que trabaje con ellos y le da la tarea de vigilar a Chandra haciéndose pasar por su vecina, y así poder hacer desaparecer el nombre de Claire de su lista.

### Génesis
En el capítulo Génesis, Noah viaja hasta Madras (India) y entra en el apartamento de Mohinder Suresh. A pesar de ser descubierto por Mohinder, este huye y Noah consigue llevarse toda la información sobre la investigación. En Nueva York, persigue a Mohinder y se monta en su taxi, pero este reconoce que su voz es igual a la que oyó en su apartamento en Madras y sale corriendo. 
En el capítulo Colisión, Matt Parkman es llevado a unas instalaciones de La Compañía para que sea capaz de controlar su telepatía y Noah le informa de que no trate de usarla con él, pues El Haitiano anula su habilidad. Sin embargo, Parkman logra descubrir algo de Claire y Noah le manda al Haitiano que le borre sus recuerdos. Más tarde, Noah y El Haitiano van a Las Vegas, donde La Compañía ha tendido una trampa a Nathan Petrelli para que se acostara con Niki Sanders y así obligarle a colaborar con ellos a cambio de no extender la noticia. Noah manda al Haitiano que borre la memoria a Niki y luego se llevan a Nathan, pero este consigue escapar volando. 
En el capítulo Hiros, al enterarse de que su hija ha tenido un accidente, Noah va al hospital donde la han ingresado y allí Claire le cuenta que el quaterback del equipo de su instituto intentó abusar de ella, al igual que de muchas otras, y que por eso provocó el accidente. Entonces Noah manda al Haitiano que le deje al quaterback sin ningún recuerdo para que así pueda hacer una mejor vida nueva.
En el capítulo Nuestro lado bueno, tras la insistencia de Claire por conocer a sus padres biológicos, Noah llama a dos compañeros para que se hagan pasar por ellos. Eden McCain, que ahora se está haciendo pasar por la vecina de Mohinder para espiarle, llama a Noah y le cuenta que Mohinder había estado con Peter Petrelli y que este había visto a un hombre que viajaba en el tiempo y que le había dicho tenía que salvar a la animadora. Entonces Noah se da cuenta de que dicha animadora es Claire.

#### Salvando a la animadora
En el capítulo Siete minutos para la medianoche, Isaac Méndez es llevado a las instalaciones de Primatech Paper, donde comienza su desintoxicación de la heroína. Sin embargo, una vez desintoxicado, Isaac no es capaz de usar su habilidad de precognición para pintar el futuro y Noah le ruega que se drogue solo una última vez con el objetivo de que pueda pintar un cuadro que les sirva de pista para salvar a Claire ante la amenaza de su muerte. Pero él se niega y Noah obliga a Eden a usar su habilidad de persuasión con Isaac para así hacer que se drogue y sea capaz de pintar.
En el capítulo Vuelta a casa, Isaac ha conseguido pintar un cuadro, pero este no da ninguna pista para salvar a Claire. Eden se niega a que Noah fuerce de nuevo a Isaac así deciden hacer guardia en el instituto y esperar a que Sylar aparezca para capturarle. Mientras tanto, Claire le ha dado un puñetazo a una compañera por burlarse de su amigo Zach y Noah ve en ello la excusa perfecta para castigar a su hija y para que así no pueda salir de casa esa noche y no la ocurre nada. Sin embargo, Claire se escapa y va al instituto. Al enterarse, Noah va tras ella, pero es Peter el que la salva distrayendo a Sylar, y, aunque asesina a una compañera de Claire llamada Jackie, acaba siendo capturado por Eden y El Haitiano. 
En el capítulo La bomba humana Claire le cuenta a Noah sobre su habilidad, pero este le dice que ya lo sabía y que no se preocupe, pues está haciendo todo lo que puede para protegerla. Después Noah visita a Sylar, que está encerrado en Primatech Paper, y le dice que la mezcla de ADN y poderes que hay en su organismo le está volviendo loco y ante las amenazas de matar a Claire, Noah le dice que le van a “desmontar como a uno de sus relojes” para saber más sobre su habilidad. Eden propone usar su habilidad en Sylar para obligarle a que se suicide de un disparo, pero Noah se niega por el momento, pues tiene que acompañar a Claire a comisaría para testificar por el asesinato de su compañera Jackie. Allí, Matt Parkman no consigue escuchar los pensamientos de Noah y Claire a causa de El Haitiano, así que les persigue hasta Primatech Paper, donde logra oír algo sobre Sylar. Más tarde, Noah le ordena al Haitiano que borre las memorias de Zachary, de Lyle y de Claire para que olviden cualquier cosa sobre la habilidad de la última. Pero El Haitiano, no le borra a Claire la memoria pues obedece órdenes de alguien "superior a Noah en la vida de su hija".

#### Dos semanas después
En el capítulo Un don divino, Claire comienza a fingir ante Noah que no recuerda bien los acontecimientos de hace dos semanas. Por otra parte, la policía registra Primatech Paper a causa de lo que Matt Parkman había escuchado sobre Sylar a Noah. Sin embargo, no encuentran nada y Matt amenaza a Noah con que conseguirá sacarle la verdad. Más tarde, Noah va a visitar a Mohinder y le propone que ambos colaboren por el bien de todos los que están en la lista de su padre, pero él se niega a confiar en Noah por haber estado espiándole.
En el capítulo Distracciones, Noah va a Primatech Paper tras recibir la llamada del compañero encargado de los experimentos con Sylar, en la que le dijo que había muerto. Sin embargo, cuando Noah llega allí encuentra a su compañero asesinado y Sylar le encierra. Más tarde, El Haitiano le libera y van a casa de los Bennet, donde Sylar ha atacado a Sandra y aunque Noah le dispara, logra huir. Entonces manda al Haitiano que borre la memoria de su esposa y desde entonces ella comienza a tener dolores de cabeza y momentáneamente pérdidas masivas de memoria, lo que hace que Claire deje de confiar en su padre. 
En el capítulo Inesperado, Noah visita a Isaac Méndez y este le informa de que Peter Petrelli se va a convertir en una especie de bomba y a estallar, destruyendo Nueva York. Isaac también ha pintado un cuadro en el que Peter aparece invisible en el edificio Deveaux y Noah se da cuenta de que ha absorbido esa habilidad de su antiguo compañero Claude, al que daba por muerto. Entonces se dirige allí y aunque inmoviliza a Claude, Peter se le lleva volando. Noah recibe una llamada de Claire para que vaya rápidamente a casa, pues Sandra ha perdido la consciencia. Ya en el hospital, la desconfianza de Claire hacia Noah estalla y este le acaba contando parte de la verdad, pero lejos de perdonarle, ella comienza a desconfiar aún más. 
En el capítulo El empleado fiel, los Bennet regresan a su casa y allí, Ted Sprague y Matt Parkman les están esperando. Les mantienen retenidos con el fin de que Noah les de respuestas sobre sus habilidades, pero Ted se pone demasiado nervioso y ante el temor a que cause una explosión, Matt sigue telepáticamente los consejos de Noah. Matt dispara a Claire y Noah y él se la suben a su cuarto, donde rápidamente se cura. Entonces los dos van a Primatech Paper haciendo creer a Ted que van a por respuestas, pero en realidad Noah coge un sedante para calmarle. Cuando regresan, Thompson aparece y dispara a Ted, que empieza a desprender radiación. Aunque todos salen de la casa, Noah se queda intentando acercarse a Ted para suministrarle el sedante. Sin embargo no puede y Claire arriesga su vida en lugar de Noah. La casa queda destruida, pero Claire se regenera rápidamente y al verla Thompson, este le dice a Noah que tiene que entregarla. Entonces traza un plan con El Haitiano, que se ve obligado a huir por haber desobedecido y no borrar la memoria a Claire. El Haitiano se lleva a Claire, dispara a Noah y luego le borra la memoria, borrando también así cualquier pista que conduzca a La Compañía hasta Claire.
En el capítulo Parásito, tras ser interrogado por Thompson sobre la desaparición de Claire, Noah regresa al hotel donde se están hospedando tras la destrucción de su casa y Sandra le recuerda su plan con El Haitiano. Sin embargo, Thompson desconfía de la palabra de Noah y le tiende una trampa, haciendo que Candice Wilmer, una mujer capaz de crear ilusiones, se haga pasar por Sandra y entonces cazan a Noah.

#### Huyendo de La Compañía
En el capítulo 07%, Noah es encerrado en Primatech Paper, pero consigue que Matt Parkman, que también está encerrado, le oiga y le guía telepáticamente para salir de allí. También sacan a Ted y juntos van a un bar y trazan un plan. Noah les habla sobre el sistema de localización de La Compañía, que está en Nueva York, y deciden ir a destruirlo. 
En el capítulo Victoria aplastante, Noah, Matt y Ted llegan a Nueva York y se encuentran con Claire y Peter en la Plaza Kirby. Peter absorbe el poder de Ted, por lo que ambos podrían ser quienes causaran la explosión. Noah les propone a ambos que salgan de la ciudad con Claire, ya que es la única que puede resistir la radiación en caso de que no controlen su habilidad. Mientras ellos se marchan, Noah y Matt entran en el edificio Kirby, donde está el sistema de rastreo, y haciendo uso de la telepatía de Matt consiguen pasar al guardia de seguridad. Sin embargo, necesitan una llave para acceder a los ascensores. En ese momento llegan D.L. y Niki y les ayudan, pues sus objetivos son similares. Logran entrar en el ascensor gracias a la intangibilidad de D.L. y ya divididos, Noah y Matt se dirigen hacia la habitación donde guardan el sistema de rastreo. Thompson les encuentra, pero Noah le mata antes de que él disparara a Matt.
En el capítulo Como detener a un hombre bomba, Noah y Matt llegan hasta el sistema de rastreo, que resulta ser Molly Walker, una niña a la que Matt salvó. Entonces Noah recibe una llamada de Claire y Peter y le cuentan que Sylar ha matado a Ted y ha absorbido su poder, por lo que podría ser él el que explota. Noah le pide entonces a Molly que encuentre a Sylar y cuando lo ha logrado vuelve a llamar a Claire, pero Peter ya no está y a ella la han cogido Nathan y Angela Petrelli para llevarla a un lugar seguro. Noah le dice que vaya con ellos pues así estará segura y una vez hayan salido de la ciudad que se escape. Entonces Noah va a buscar a Peter y le encuentra desmayado en medio de una calle. Luego van a la Plaza Kirby y Sylar les encuentra, empujando a Noah contra una pared y dejándole herido. Peter, Matt y Niki se enfrentan a Sylar, pero es Hiro el que le vence, atravesándole con su espada. Entonces Peter empieza a emitir radiación y antes de que Claire le disparara para así evitar la explosión, llega Nathan y se le lleva volando. Noah abraza a Claire y ambos ven como una explosión enciende el cielo.

### Generaciones
En el capítulo Cuatro meses después, Noah y su familia se han mudado a Costa Verde, en California, y han adoptado el apellido Butler, para que La Compañía no les descubra. Noah ha comenzado a trabajar en una copistería llamada Copy Kingdom y le regala un auto a Claire a petición de ella, que más tarde es robado y esto hace que haya desconfianza, Noah explota cuando Claire quiere saber más sobre su habilidad, buscando respuestas en él. 
Noah consigue una serie de cuadros pintados por Isaac Méndez antes de morir, estos iban entrelazados, pero se desconocía el orden, aunque se prevé un hecho importante, en un cuadro, Noah aparece muerto por una herida de bala, detrás está Claire abrazando a un sujeto desconocido. Esto desencadena una fuerte tensión, ya que teme por la vida de su hija y decide hacer algo para evitar aquel futuro. Sin embargo, esto no puede ser detenido, ya que Suresh lo mata con un tiro que atraviesa su ojo izquierdo. Ese mismo día, aparece en un cuarto, con una transfusión de sangre de Claire, que regenera su tejido dañado así como su ojo y vuelve sorpresivamente a la vida.

## Curiosidades
- Para elaborar este personaje se basaron en el "G-MAN" del juego Half-Life.
- Noah Bennet era el nombre del agente especial encargado de capturar a "Z", el robot homicida en la serie infantil "Proyecto Z". Dicho agente era igual en apariencia y actitud al Noah HRG.
- Con respecto a los puntos anteriores, ninguno de los dos personajes era capaz de quitar una vida humana. En cambio G-Man de Half-Life si.
- El nombre de la abuela de este actor (Jack Coleman) es Claire Bennet.
- Este actor deja de usar las "gafas de pasta" en el capítulo 17 de la primera temporada y son reemplazadas por unas más pequeñas.
- No se conoce el verdadero nombre del personaje hasta el capítulo final de la primera temporada, cuando al encontrar a Peter desmayado en medio de la calle y ofrecerle su ayuda para acabar con Sylar, Peter le dice: “Gracias señor Bennet”, y él le responde: “Llámame Noah”.

- Datos: Q1063270